# Body of the Life Force
Albums de Afu-Ra
Life Force Radio
(2002)
Singles
1. Whirlwind Thru Cities
Sortie : 1999
2. Defeat
Sortie : 1999
3. Equality
Sortie : 2000
4. Bigacts Littleacts
Sortie : 2001

Body of the Life Force est le premier album studio d'Afu-Ra, sorti le 10 octobre 2000.
L'album s'est classé 11e au Billboard Heatseekers, 42e au Top R&B/Hip-Hop Albums, 183e au Billboard 200 et 32e au Top Independent Albums.

## Liste des titres
| No  | Titre                                                                                       | Contient un (des) sample(s) de                                      | Durée |
| --- | ------------------------------------------------------------------------------------------- | ------------------------------------------------------------------- | ----- |
| 1.  | Intro (The Body of the Life Force) (featuring Asun the Black Sun – Produit par 5 Boro Deep) |                                                                     | 1:39  |
| 2.  | Soul Assassination (Produit par DJ Muggs)                                                   |                                                                     | 3:13  |
| 3.  | Defeat (Produit par DJ Premier)                                                             | Why I Keep Living These Memories de Jean Knight                     | 3:24  |
| 4.  | Bigacts Littleacts (Produit par True Master)                                                | Funky Man de Kool & the Gang                                        | 3:44  |
| 5.  | Quotations                                                                                  |                                                                     | 0:39  |
| 6.  | D&D Soundclash (featuring Cocoa Brovaz et Jahdan – Produit par Da Beatminerz)               | Mini Bus (On the Telephone) de Barrington Levy                      | 4:16  |
| 7.  | Mic Stance (Produit par DJ Premier)                                                         | Wherever You Are d'Isaac Hayes                                      | 4:10  |
| 8.  | Caliente (featuring Rasheedah – Produit par Joe Quinde)                                     |                                                                     | 3:25  |
| 9.  | All That (featuring Hannibal Stax et Krumbsnatcha – Produit par Mike Rone)                  | People Make the World Go Round de Charles Williams                  | 3:58  |
| 10. | Headqcuarterz Skit (featuring Headqcuarterz)                                                | Don't Burn Your Bridges Behind You d'Ecstasy, Passion & Pain        | 0:27  |
| 11. | Self Mastery (Produit par DJ Roach)                                                         |                                                                     | 2:16  |
| 12. | Visions Skit (Produit par DJ Premier)                                                       |                                                                     | 0:34  |
| 13. | Mortal Kombat (featuring Masta Killa – Produit par DJ Roach)                                | Buffalo Gals de Malcolm McLaren                                     | 3:15  |
| 14. | Warfare (featuring M.O.P. – Produit par Mike Rone)                                          | Sgt. Pepper's Lonely Hearts Club de Bill Cosby                      | 4:08  |
| 15. | Equality (featuring Ky-Mani Marley – Produit par DJ Premier)                                | Check Me Out d'Eddie Floyd                                          | 4:37  |
| 16. | Monotony (Produit par DJ Premier)                                                           | Whirlwind Thru Cities d'Afu-Ra Ya Playin' Yaself de Jeru the Damaja | 4:02  |
| 17. | Bring It Right (Produit par P. King)                                                        |                                                                     | 4:27  |
| 18. | Whirlwind Thru Cities (Produit par DJ Roach)                                                |                                                                     | 3:59  |